# 다리오 비바스

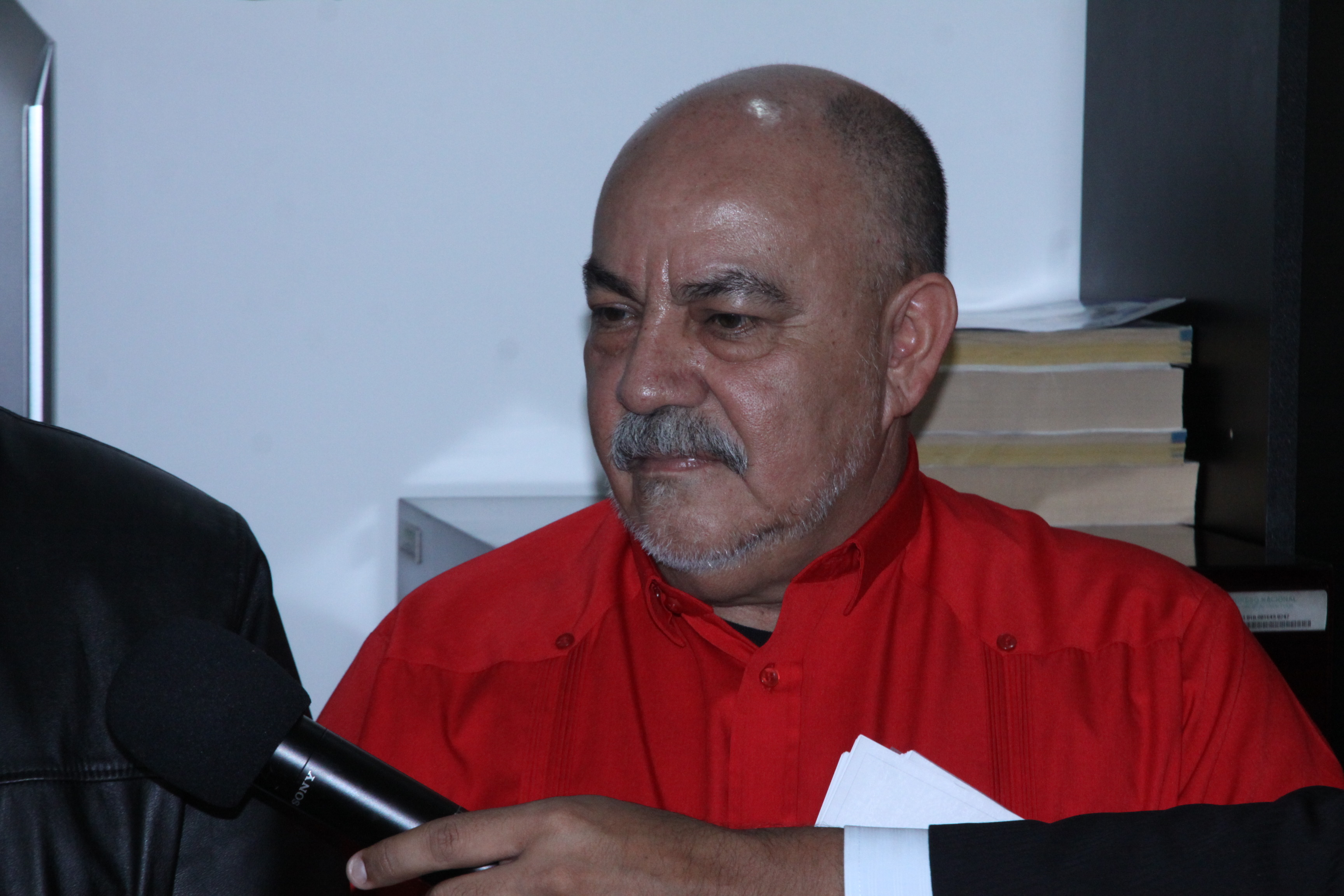
2013년의 비바스.

다리오 라몬 비바스 벨라스코(Darío Ramón Vivas Velasco, 1950년 6월 12일 ~ 2020년 8월 13일)는 베네수엘라의 정치인이다. 국회 부의장을 두 차례, 수도 지구의 지사를 두 차례 지냈다.
수도 지구 지사의 두번째 임기를 지내던 2020년 7월 19일 코로나19 양성 판정을 받았고, 투병하다 8월 13일 사망하였다.